# Autlán de Navarro
Autlán de Navarro – miasto i gmina w stanie Jalisco w Meksyku. Nazwa pochodzi z języka nahuatl Āohtlān.

## Edukacja
W mieście działa Centro Universitario de la Costa Sur (CUSUR), Universidad de Guadalajara i Universidad Pedagógica Nacional UPN campus Autlán.

## Religia
Miasto jest siedzibą diecezji Autlán i jej katedry.
Parafia del Divino Salvador powstała w 1543.